# ホリスティック・ビューティ
ホリスティック・ビューティとは、自然や環境と調和しながら、心身の健康と美を追求するライフスタイルや価値観を指す言葉である。「ホリスティック」とは「全体的な、包括的な」という意味で、人間を身体的、精神的、社会的な側面から総合的にとらえる考え方に基づいている。 

## 概要
ホリスティック・ビューティは、自然との共生や持続可能性を重視し、オーガニックやエシカルな商品を取り入れることで、心身の健康だけでなく、社会や環境にも配慮したライフスタイルを目指す。 肌の表面的な美しさだけでなく、内面からの美しさや、自分自身を大切にすることを重視する。
ストレスの多い現代社会において、自分自身と向き合い、心と体のバランスを整えることで、人生の質を高めていくことを目的としている。 

## ホリスティック・ビューティの広がり
近年、オーガニックやサステナブル、エシカル消費への関心の高まりとともに、ホリスティック・ビューティへの注目が集まっている。美容業界でも、単なる見た目の美しさだけでなく、身体の内側から健康で美しくなることを提案する「インナービューティ」や、自然由来の成分を使ったオーガニックコスメなどが人気を集めている。 日本でも、美容ジャーナリストの安倍佐和子氏がホリスティックジャパンを通して、ホリスティック・ビューティの考え方を広めている。